# Darren Knott
Pour les articles homonymes, voir DK et Knott.
Darrend Knott, aussi connu sous le nom de DK, est un DJ britannique et producteur de musique électronique, signé sur le label indépendant Ninja Tune.
En 2001, avec DJ Food, il sort le premier album de la série des mix de Solid Steel, Solid Steel Presents DJ Food & DK - Now, Listen!. Depuis, il a aussi sorti le plus récent : Solid Steel Presents DJ Food & DK - Now, Listen Again!.
Il a tourné avec Coldcut, Kid Koala et les membres de DJ Food PC et Strictly Kev. Il est aussi apparu en première partie de The Prodigy.
Il se produit régulièrement en concert pour les soirées Ninja Club et Xen Solid Steel ; il a aussi présenté et produit le Solid Steel Show de Coldcut, et dirigé sa syndication pour plus de 30 stations de radio dans le monde entier.
Entre ses remixes, il a notamment remixé le titre Timber de Coldcut.

## Note
- (en) Cet article est partiellement ou en totalité issu de l’article de Wikipédia en anglais intitulé « Darren Knott » (voir la liste des auteurs).